# Бръснене
Бръсненето представлява премахване на косми чрез бръснач, самобръсначка или друго острие, което може да ги среже до нивото на кожата. Мъжете най-често се бръснат, за да премахват окосмяването на лицето и под мишниците си, а жените най-често премахват космите по краката си и под мишниците си. За човек се казва, че е гладко избръснат, когато е премахнал напълно брадата си.
Понякога мъжете и жените бръснат космите по гърдите си, корема си, краката си, под мишниците си, а в някои култури и интимните косми. Бръсненето на скалпа е разпространено главно сред мъжете и често се свързва с религиозни практики, наборна служба във въоръжените сили или състезателни спортове като плуване, бягане и екстремни спортове. В миналото обръсването на скалпа се е използвало като унижение, наказание и подчинение пред дадена авторитет, а в съвремието се използва като част от усилията за набиране на средства за организациите, борещи се срещу рака. Бръсненето на главата се практикува от пациентите, болни от рак, тъй като тяхното лечение може да доведе до косопад.
Мъжете понякога използват афтършейв или балсам след бръснене. Той може да съдържа антисептичен агент като изопропилов спирт, който да предотвратява инфектирането от порязвания, да успокоява раздразнената кожа и да я парфюмира.
Съществува мит, че бръсненето кара космите да пораснат отново по-дебели и по-тъмни. Това е доказано невярно.

## История
Преди появата на бръсначите космите са се премахвали чрез издърпване с две черупки или с вода и остър инструмент. Около 3000 г. пр.н.е. се развива медната епоха и се появяват медни бръсначи. Идеята за естетически подход към личната хигиена вероятно се е зародила също по това време, макар свещениците в Древен Египет да практикуват нещо по подобно от по-рано. Александър Велики силно поощрява бръсненето по време на своето управление през IV век пр.н.е., смятайки че така мъжете изглеждат по-спретнати. Когато британските колонизатори установяват контакт с индианците в Америка, те откриват, че сред тях е практика мъжете и жените да премахват всичките косми от телата си.
Правите бръсначи се произвеждат в Шефийлд, Великобритания, още от XVIII век. Към началото на XX век в САЩ все още е широко разпространена практиката мъжете да ходят на бръснар. Популяризирането на бръсненето у дома променя това. Доходите на бръснарите спадат от 50% от времето на Испано-американската война до 10% към началото на Втората световна война, поради изобретяването на самобръсначката и електрическата бръсначка.
Самобръсначката е патентована през 1876 г., като по това време тя представлява бръснач, закрепен за дръжка със скоба. След известно време на употреба, острието е трябвало да се заточва от ножар.
През 1895 г. Кинг Камп Жилет изобретява двуострата самобръсначка която използва евтини остриета, заострени от двете страни. До 1901 г. той вече има работещ модел, който патентова, а през 1903 г. започва комерсиално производство. Самобръсначката добива популярност през Първата световна война в американската армия, а към 1918 г. компанията Жилет вече продава по 3,5 милиона самобръсначки и 32 милиона остриета годишно. След войната компанията сваля цената на самобръсначките си от 5 долара на 1, което довежда до още по-голяма популярност. Втората световна война води до подобно увеличаване на потребителите, когато Жилет отдава цялото си производство на самобръсначки за американските въоръжени сили. По време на войната са предоставени 12,5 милиона самобръсначки и 1,5 остриета на военнослужещи. Самобръсначките за еднократна употреба стават популярни през 1970-те години, след като Bic въвеждат първата самобръсначка за еднократна употреба на пазара през 1974 г. Към 1980 г. този вид самобръсначки вече се предлагат от много производители и представляват над 27% от продажбите на самобръсначки. В днешно време съществуват самобръсначки с по 6 или 7 остриета.